# Кондиви, Асканио
Асканио Кондиви (итал. Ascanio Condivi; 1525, Рипатрансоне — 10 декабря 1574, Рипатрансоне) — итальянский живописец, скульптор и писатель. В первую очередь известен в качестве ученика, помощника и биографа Микеланджело Буонарроти.

## Биография
Асканио Кондиви был сыном некоего Кондиви, родом из Латинской Америки, и Витангелы де Риччи. Он был дворянином, родившимся в коммуне Рипатрансоне, область Марке. Около 1545 года Асканио переехал в Рим, где познакомился с Микеланджело.

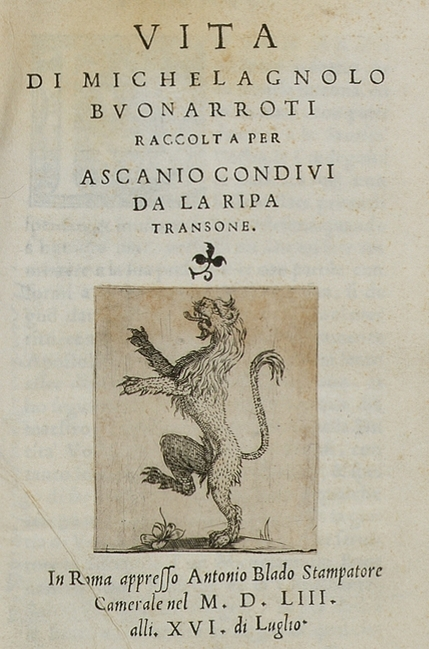
Титульная страница издания «Жизнь Микеланьоло Буонарроти». 1553

В 1553 году он опубликовал книгу «Жизнь Микеланьоло Буонарроти» (Vita di Michelagnolo Buonarroti) — официальное жизнеописание, которое контролировал сам Микеланджело. «Жизнь» отчасти была написана с целью опровержения враждебных слухов и недобрых сплетен, распространявшихся о художнике, а именно о том, что он был высокомерным, скупым, ревнивым к другим мастерам и неохотно брал учеников. Работа Кондиви также послужила исправлению неточностей, обнаруженных Микеланджело в льстивой биографии, изложенной Джорджо Вазари («Жизнеописания наиболее знаменитых живописцев, ваятелей и зодчих»), которая из-за работы Кондиви была значительно переработана самим Вазари. Однако после этого последовали взаимные обвинения в плагиате.
В «Жизнеописании» Кондиви отрицается, что Микеланджело был в долгу перед каким-либо другим художником, и утверждается, что он был самоучкой (на самом деле он был учеником Доменико Гирландайо). Кроме того, много говорится о его предполагаемом происхождении от графов Каноссы, хотя это мнение Микеланджело было необоснованным. Возможно, в литературной обработке текста участвовал писатель Аннибале Каро.
После смерти Микеланджело в 1564 году Асканио вернулся в родной город, где женился на Порции, дочери Джованни и внучке поэта Аннибале Каро. Год спустя, в 1565 году он был избран членом Флорентийской академии в знак признания его биографической деятельности.
В Рипатрансоне Кондиви взял на себя общественные функции. С 12 ноября 1574 года он был послом своего города в Мачерате, в 1571 году получил сан епископа.
Тем временем он продолжал заниматься живописью, отдавая предпочтение религиозным сюжетам. Одна из его незаконченных картин, «Святое семейство», ныне экспонируется в Каза-Буонарроти во Флоренции. Композиция целиком обязана эскизу самого Микеланджело, известному как «Богоявление» (название ошибочное) и хранящемуся в Британском музее в Лондоне.
Остальные произведения утрачены. Есть свидетельства о картинах, созданных для Оспедале Рипатрансоне и для частных заказчиков, а также о бронзовом бюсте Силлы, созданном в Риме в 1551 году для флорентийца Лоренцо Ридольфи.
Кондиви погиб 10 декабря 1574 года из-за внезапного наводнения, когда он переправлялся через поток Меноккья к северу от города, где он родился.

## Издания на русском языке
- Переписка Микель-Анджело Буонарроти и жизнь мастера, написанная его учеником Асканио Кондиви. — СПб: Шиповник, 1914
- Жизнь Микеланджело Буонарроти, написанная его учеником. Письма. — М.: ЮРАЙТ, 2021